# Christian Morales
Christian Ariel Morales Yaniz (ur. 25 września 1972 w Rosario) – argentyński piłkarz występujący na pozycji napastnika.

## Kariera klubowa
Morales pochodzi z miasta Rosario i jest wychowankiem tamtejszej drużyny Rosario Central. W argentyńskiej Primera División zadebiutował 5 grudnia 1993 w przegranym 1:4 spotkaniu z Banfield. Nie potrafił sobie jednak wywalczyć miejsca w pierwszym składzie i po rozegraniu zaledwie dwóch ligowych spotkań w barwach Central odszedł do innego klubu z tego samego miasta, trzecioligowego Argentino de Rosario, gdzie spędził kolejne dwa sezony, jednak żadnego z nich nie ukoronował awansem na zaplecze najwyższej klasy rozgrywkowej. W lipcu 1996 został zawodnikiem innej drużyny z trzeciej ligi argentyńskiej, Talleres de Remedios de Escalada, której barwy reprezentował z kolei przez rok, także bez większych sukcesów.
Latem 1997 Morales podpisał kontrakt z meksykańskim drugoligowcem, CD Irapuato. Tam od razu został kluczowym piłkarzem zespołu i podczas wiosennego sezonu Invierno 1998 wywalczył tytuł króla strzelców Primera División A z dziewiętnastoma bramkami na koncie. Sukces ten powtórzył również rok później, kiedy w rozgrywkach Invierno 1999 zanotował siedemnaście bramek. W sezonie 1999/2000 wygrał z Irapuato rozgrywki drugiej ligi zarówno w jesiennej fazie Invierno, jak i wiosennej Verano, co zaowocowało automatycznie awansem klubu do najwyższej klasy rozgrywkowej. W meksykańskiej Primera División zadebiutował 30 lipca 2000 w zremisowanym 0:0 spotkaniu z Guadalajarą, natomiast premierowego gola strzelił sześć dni później w wygranej 2:1 konfrontacji z Cruz Azul, tworząc bramkostrzelny duet z Urugwajczykiem Martínem Rodríguezem. Ogółem w barwach Irapuato spędził niemal pięć lat, zdobywając dla niego 101 goli w 219 ligowych meczach, zostając jednym z najlepszych strzelców w historii klubu. Zajmuje także drugie miejsce w klasyfikacji wszech czasów najskuteczniejszych piłkarzy drugiej ligi meksykańskiej, ustępując jedynie Valtencirowi Gomesowi.
Wiosną 2002, po sprzedaniu licencji Irapuato zespołowi Tiburones Rojos de Veracruz, Morales przeniósł się do nowej ekipy, jednak nie potrafił sobie tam wywalczyć miejsca w wyjściowej jedenastce i podczas gry w tym klubie ani razu nie wpisał się na listę strzelców. Już po pół roku podpisał umowę z drugoligowym Chapulineros de Oaxaca, gdzie spędził kolejne sześć miesięcy. W styczniu 2003 zasilił chilijską drużynę Cobreloa z miasta Calama, z którą w sezonie Apertura 2003 odniósł największy sukces w karierze, zdobywając mistrzostwo kraju. Wówczas także wziął udział w jedynym międzynarodowym turnieju w karierze, Copa Libertadores, odpadając z niego z Cobreloą w ćwierćfinale. Po upływie pół roku wrócił do Meksyku, gdzie bez większych osiągnięć grał w drugoligowych klubach Guerreros de Tlaxcala i Pionieros de Ciudad Obregón. W 2005 roku, po prawie ośmiu latach gry za granicą, powrócił do ojczyzny, podpisując umowę z trzecioligowym Atlético Tucumán, gdzie w wieku 33 lat zakończył profesjonalną karierę.